# Лазар Лазаров (офицер)
Вижте пояснителната страница за други личности с името Лазар Лазаров.
Лазар Иванов Лазаров е български офицер, генерал-лейтенант, офицер от Бургаската дружина през Сръбско-българската война (1885), командир на дружина в 40-и пехотен полк през Балканската (1912 – 1913) и Междусъюзническата война (1913), командир на 29-и пехотен ямболски полк и на 2-ра бригада от 12-а пехотна дивизия през Първата световна война (1915 – 1918).

## Биография
Лазар Лазаров е роден на 25 март 1864 г. в Карлово. На 1 октомври 1881 постъпва на военна служба. Завършва Военното на Негово Княжеско Височество училище със 7-и випуск, на 7 септември 1885 г. е произведен в чин подпоручик и назначен на служба в Бургаската дружина от войската на Южна България. Взема участие в Сръбско-българската война (1885), след което през 1888 е произведен в чин поручик, а на 2 август 1891 в чин капитан. През 1900 г. служи като командир на рота от 19-и пехотен шуменски полк и през 1903 г. е произведен в чин майор, а на 31 декември 1906 в чин подполковник. Служи в 9-и резервен полк. От 1909 г. служи като началник на 33-то полково военно окръжие, а през 1911 г. е помощник-командир на 27-и пехотен чепински полк.
Подполковник Лазаров взема участие в Балканската (1912 – 1913) и Междусъюзническата война (1913) като командир на дружина в 40-и пехотен полк, като на 18 май 1913 г. е произведен в чин полковник.
По време на Първата световна война (1915 – 1918) полковник Лазаров първоначално е командва 29-и пехотен ямболски полк, за която служба със заповед № 679 от 1917 г. по Действащата армия е награден с Военен орден „За храброст“, III степен, 2 клас. По-късно поема командването на 2-ра бригада от 12-а пехотна дивизия, за която служба през 1918 г. е награден с Народен орден „За военна заслуга“ III степен с военно отличие, която награда е потвърдена със заповед № 355 от 1921 г. по Министерството на войната. Уволнен е от служба на 31 октомври 1918 година.
На 6 май 1936 г. е произведен в чин генерал-майор. По-късно е произведен в чин генерал-лейтенант. Генерал-лейтенант Лазар Лазаров е женен и има 3 деца.

## Военни звания
- Подпоручик (7 септември 1885)
- Поручик (1888)
- Капитан (2 август 1891)
- Майор (1903)
- Подполковник (31 декември 1906)
- Полковник (18 май 1913)
- Генерал-майор (6 май 1936)
- Генерал-лейтенант

## Образование
- Военно на Негово Княжеско Височество училище (до 1885)

## Награди
- Военен орден „За храброст“, IV степен, 2 клас
- Военен орден „За храброст“, III степен, 2 клас (1917)
- Орден „Св. Александър“ V степен без мечове по средата
- Орден „Св. Александър“ IV степен с мечове по средата
- Народен орден „За военна заслуга“ V степен на обикновена лента
- Народен орден „За военна заслуга“ III степен с военно отличие (1918, 1921)
- Орден „За заслуга“ на обикновена лента